# Ford B
El Ford B fue un vehículo fabricado por Ford Motor Company en el año 1932, en Estados Unidos.

## Historia
Se produjo durante  en el año 1932 , siendo remplazado por el Ford 40 en los años 1933 y 1934.
El Modelo B era un automóvil de cuatro cilindros con una versión mejorada del motor utilizado en el modelo Ford A, pero la fábrica Ford comenzó a producir en paralelo un coche casi idéntico con el nuevo motor Ford V-8. El Ford con motor V-8 se comercializó como el modelo 18, aunque comúnmente se le llamaba el Ford V-8, a excepción del motor era prácticamente igual al Ford B.

## El modelo 18
Fue el primer coche que con un bajo precio, comercializado masivamente, permitió a millones de usuarios disponer de un motor V8, por lo  que fue un hito importante en la historia automotriz norteamericana. El motor V-8 desarrollaba 65 CV de potencia cuando salió al mercado, luego fue mejorado en el carburador y el encendido en versiones posteriores. Esta elección del motor fue más popular entre la clientela que el de cuatro cilindros. En ambos modelos se encuentra el tanque de combustible en la parte inferior trasera del coche, como es típico en los coches modernos, en lugar de la cubierta como en el modelo A y Modelo T, Ford incluyó una bomba de combustible accionada por el motor, en lugar de depender de la alimentación por gravedad.

## Modelo de colección
En la actualidad del siglo XXI, el modelo B (1932) es un coche de colección, hay personas que pagan miles de dólares para restaurarlos al estilo original. La fibra de vidrio ha ayudado mucho a restablecerlos, un automóvil de este modelo en buenas condiciones puede costar 60.000 (dólares) o más. 

### Galería de imágenes

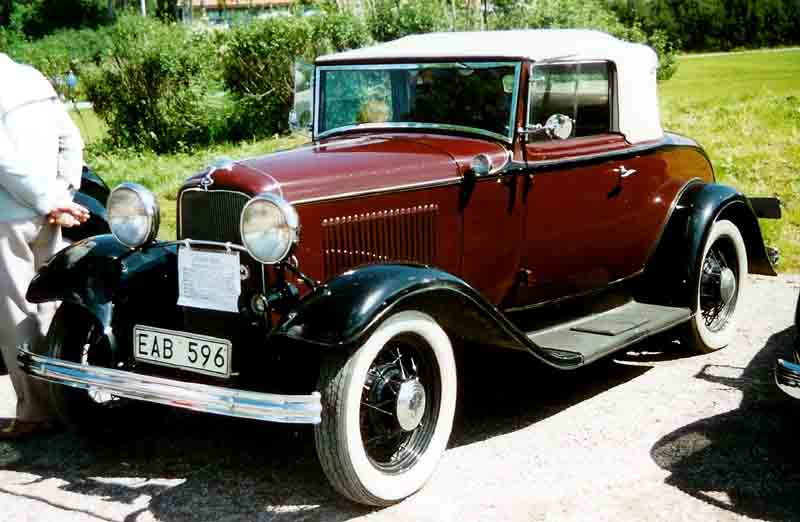
Ford B Cabriolet
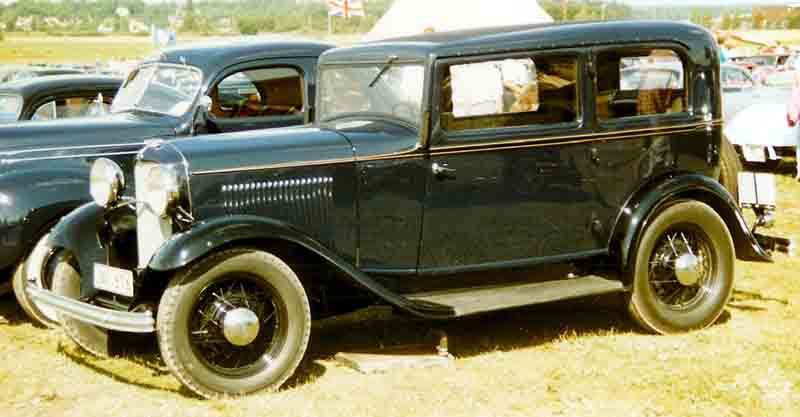
Ford B estándar  Tudor sedan
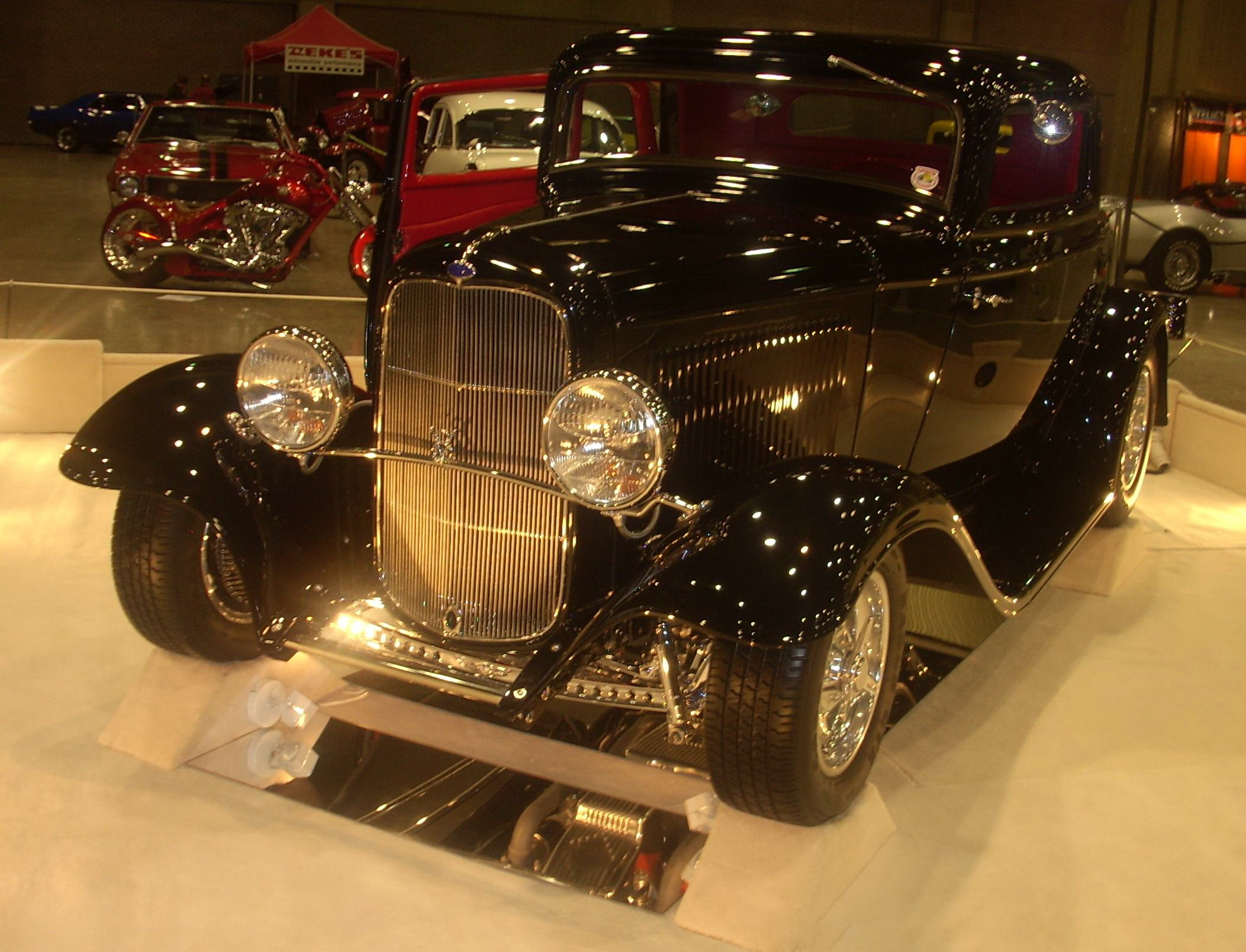
Ford B (Ford 18) coupe "Hot Rod"